# Rhizocarpon
Genre
Rhizocarpon est un genre de lichens crustacés de la famille des Rhizocarpaceae. Ce sont des lichens principalement saxicoles, sur roches silicatées (acides, basiques ou peu calcaires), parfois lichénicoles.

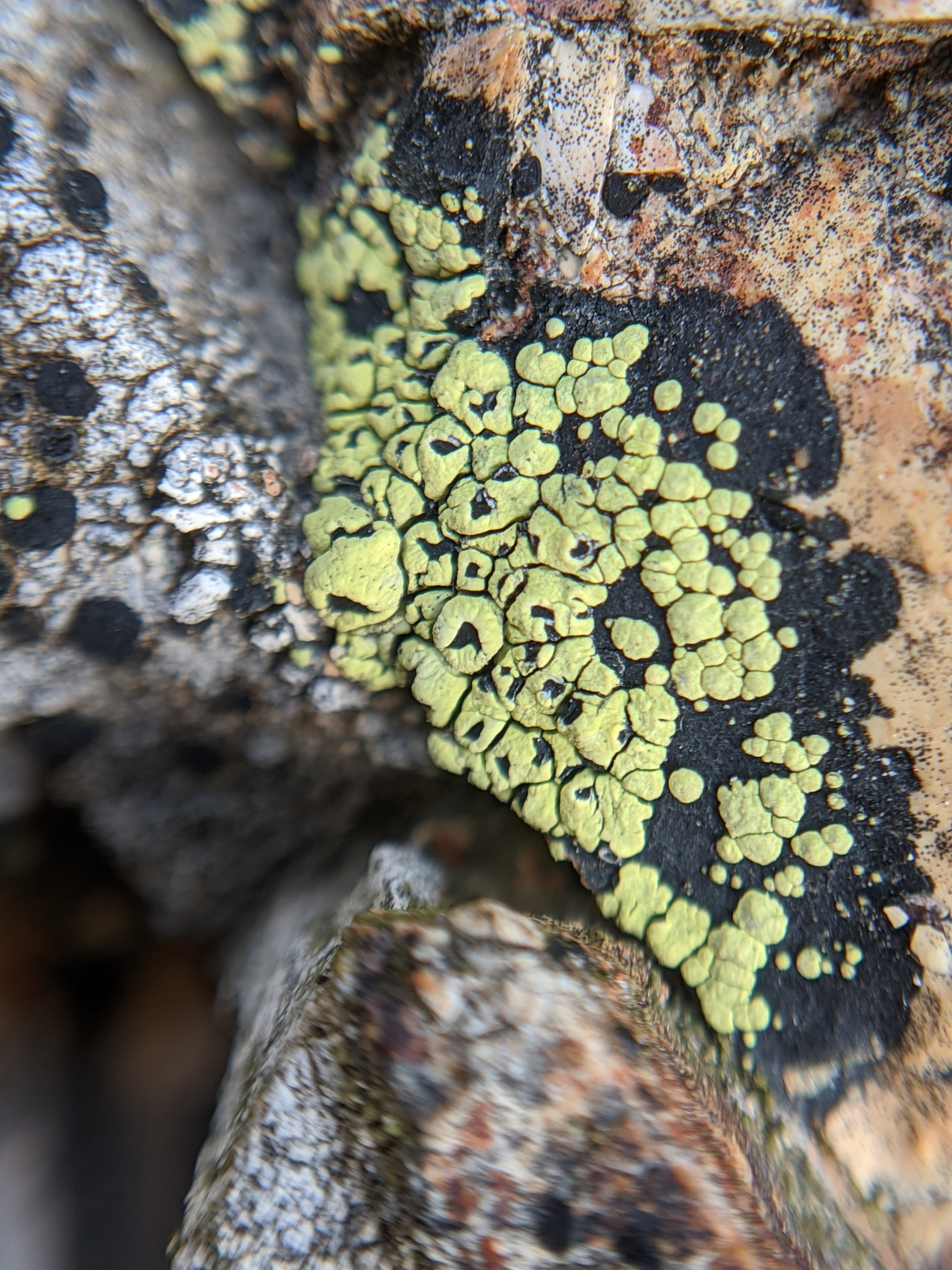
Développement du thalle d'un Rhizocarpon : formation d'aréoles primaires ou pionnières) nées de la capture d'algues symbiotes par des filaments mycéliens de l'hypothalle marginal ; confluence de ces aréoles ; croissance et compartimentation des aréoles secondaires ; confluence des thalles.

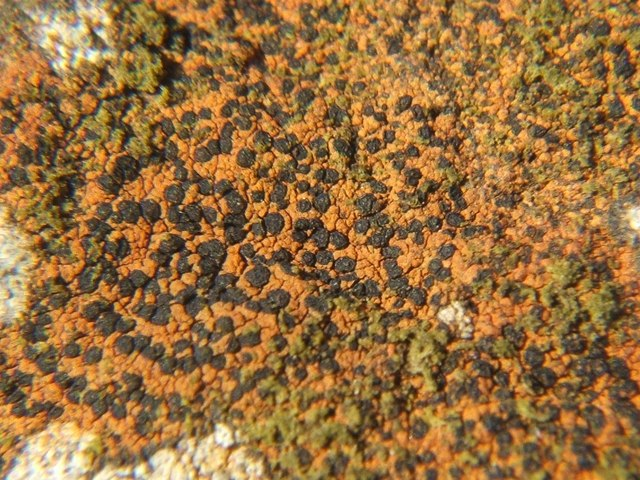
Le thalle rouge ferrugineux de ' indique que ce lichen attaque chimiquement son substrat (une roche siliceuse riche en fer) et secrète de l'oxyde de fer qui lui donne cette teinte particulière.

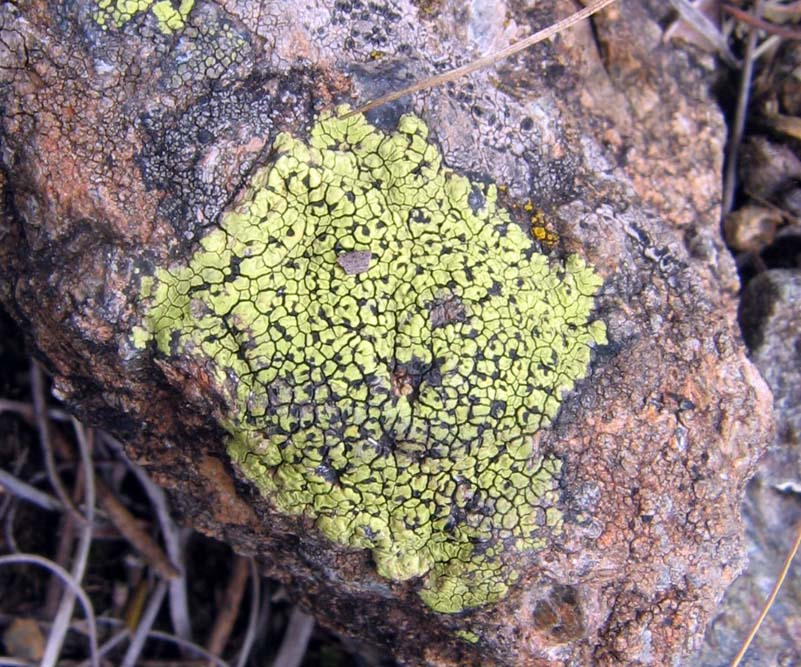
Un lichen du genre Rhizocarpon dans
les monts Zlatibor, en Serbie.

## Étymologie
Rhizocarpon vient du grec rhizo, « racine », et de carpo, « fruit », en référence à ses apothécies qui semblent enracinées dans le thalle.

## Liste des espèces
- Rhizocarpon advenulum
- Rhizocarpon alaxense
- Rhizocarpon alpicola
- Rhizocarpon amphibium
- Rhizocarpon anaperum
- Rhizocarpon anseris
- Rhizocarpon arctogenum
- Rhizocarpon athalloides
- Rhizocarpon atroflavescens
- Rhizocarpon badioatrum
- Rhizocarpon bolanderi
- Rhizocarpon caeruleoalbum
- Rhizocarpon caesium
- Rhizocarpon carpaticum
- Rhizocarpon chioneum
- Rhizocarpon cinereonigrum
- Rhizocarpon cinereovirens
- Rhizocarpon concentricum
- Rhizocarpon cookeanum
- Rhizocarpon copelandii
- Rhizocarpon dimelaenae
- Rhizocarpondisporum
- Rhizocarpon distinctum
- Rhizocarpon effiguratum
- Rhizocarpon epispilum
- Rhizocarpon eupetraeoides
- Rhizocarpon eupetraeum
- Rhizocarpon expallescens
- Rhizocarpon ferax
- Rhizocarpon frigidum
- Rhizocarpon furax
- Rhizocarpon furfurosum
- Rhizocarpon geminatum
- Rhizocarpon geographicum
- Rhizocarpon grande
- Rhizocarpon hensseniae
- Rhizocarpon hochstetteri
- Rhizocarpon inarense
- Rhizocarpon infernulum
- Rhizocarpon intermediellum
- Rhizocarpon intersitum
- Rhizocarpon jemtlandicum
- Rhizocarpon lavatum
- Rhizocarpon lecanorinum
- Rhizocarpon leptolepis
- Rhizocarpon lindsayanum
- Rhizocarpon macrosporum
- Rhizocarpon malenconianum
- Rhizocarpon microsporum
- Rhizocarpon norvegicum
- Rhizocarpon obscuratum
- Rhizocarpon oederi
- Rhizocarpon parvum
- Rhizocarpon petraeum
- Rhizocarpon plicatile
- Rhizocarpon polycarpoides
- Rhizocarpon polycarpum
- Rhizocarponpostumum
- Rhizocarpon praebadium
- Rhizocarpon pusillum
- Rhizocarpon rapax
- Rhizocarpon reductum
- Rhizocarpon renneri
- Rhizocarpon richardii
- Rhizocarpon ridescens
- Rhizocarpon riparium
- Rhizocarpon rittokense
- Rhizocarpon rubescens
- Rhizocarpon saanaënse
- Rhizocarpon santessonii
- Rhizocarpon saurinum
- Rhizocarpon simillimum
- Rhizocarpon subgeminatum
- Rhizocarpon submodestum
- Rhizocarpon superficiale
- Rhizocarpon tetramerum
- Rhizocarpon timdalii
- Rhizocarpon umbilicatum
- Rhizocarpon vernicomoideum
- Rhizocarpon viridiatrum